# Victor Lardanchet
Marie Victor Xavier Lardanchet (* 29. Dezember 1863 in Desnes; † 8. November 1936 in Nizza) war ein französischer Rugbyspieler.
Mit dem Team der Union des sociétés françaises de sports athlétiques nahm er bei den Olympischen Sommerspielen 1900 am Rugbyturnier teil. Das Team konnte sich mit einem 27:17 gegen den Fußballclub Frankfurt, der das Deutsche Reich repräsentierte, und mit 27:8 gegen die Moseley Wanderers, die für Großbritannien antraten, klar durchsetzen und die Goldmedaille gewinnen.
Er spielte außerdem von 1899 bis 1902 bei Racing CF, war  bei deren Siegen in den Jahren 1899 und 1901 in der Französischen Meisterschaft allerdings nicht im Kader.